# Smicridea aequalis
Smicridea aequalis är en nattsländeart som beskrevs av Banks 1920. Smicridea aequalis ingår i släktet Smicridea och familjen ryssjenattsländor. Inga underarter finns listade i Catalogue of Life.